# 蒙彼利埃有軌電車
蒙彼利埃有轨电车 （法語：Tramway de Montpellier），是指位於法國奥克西塔尼大区埃罗省省会蒙彼利埃市內的有轨电车系統。

## 簡介
蒙彼利埃有轨电车目前共有4條路線，全长59公里（36.7英里），设有84个站点。1號線於2000年7月啟用，2號線於六年後（2006）的12月啟用；3號線與4號線則分別作為1號線及2號線的延伸及輻射，於2012年4月投入運營。5號線目前則在興建中，預計2021年可完工。。此外，1号线预计于2022年向东延伸至蒙彼利埃南法站。

## 路线

蒙彼利埃有轨电车线路网（2016年）